# Papilio stewarti
Papilio stewarti is een vlinder uit de familie van de pages (Papilionidae). De wetenschappelijke naam van de soort is voor het eerst geldig gepubliceerd in 1926 door Avinoff. Deze naam wordt wel beschouwd als een synoniem van Papilio scamander subsp. joergenseni.